# Zygomolgus curtiramus
Zygomolgus curtiramus is een eenoogkreeftjessoort uit de familie van de Lichomolgidae. De wetenschappelijke naam van de soort is voor het eerst geldig gepubliceerd in 1962 door Bocquet & Stock.